# Копаліна (гміна Покуй)
Копаліна (пол. Kopalina, нім. Kopaline) — село в Польщі, у гміні Покуй Намисловського повіту Опольського воєводства.
Населення — 200 осіб (2011).

## Демографія
Демографічна структура станом на 31 березня 2011 року:
|          | Загалом | Допрацездатний вік | Працездатний вік | Постпрацездатний вік |
| -------- | ------- | ------------------ | ---------------- | -------------------- |
| Чоловіки | 101     | 20                 | 78               | 3                    |
| Жінки    | 99      | 12                 | 72               | 15                   |
| Разом    | 200     | 32                 | 150              | 18                   |